# Rhytiphora saundersii
Rhytiphora saundersii är en skalbaggsart som först beskrevs av Francis Polkinghorne Pascoe 1857.  Rhytiphora saundersii ingår i släktet Rhytiphora och familjen långhorningar. Inga underarter finns listade i Catalogue of Life.